# Muliphein
Muliphein  eller Gamma Canis Majoris (γ Canis Majoris, förkortat Gamma CMa, γ CMa) som är stjärnans Bayerbeteckning, är en stjärna belägen i den norra delen av stjärnbilden Stora hunden. Den har en skenbar magnitud på 4,10 och är synlig för blotta ögat där ljusföroreningar ej förekommer. Baserat på parallaxmätning inom Hipparcosuppdraget på ca 7,4 mas, beräknas den befinna sig på ett avstånd av ca 440 ljusår (ca 136 parsek) från solen.

## Nomenklatur
Gamma Canis Majoris har det traditionella namnet Muliphein, för att inte förväxlas med Muhlifain, som gäller för Gamma Centauri. Båda namnen kommer från samma arabiska ord, محلفين muħlifayn. År 2016 organiserade Internationella astronomiska unionen en arbetsgrupp för stjärnnamn (WGSN) med uppgift att katalogisera och standardisera riktiga namn för stjärnor. WGSN fastställde namnet Muliphein för denna stjärna den 21 augusti 2016 som nu är inskrivet i IAU:s Catalog of Star Names.

## Egenskaper
Muliphein är en blåvit ljusstark jättestjärna av spektralklass B8 II, en kemiskt utpräglad Hg-Mg-stjärna som i dess spektrum visar onormala linjer av kvicksilver och magnesium. Den har en radie som är ca 5,6 gånger större än solens och har en effektiv temperatur på ca 13 600 K.
Muliphein misstänks vara en spektroskopisk dubbelstjärna, med en tänkbar följeslagare separerad med 0,332 bågsekunder vid en positionsvinkel på 114,8°. Det ingår i den öppna stjärnhopen Collinder 121.